# Моццекане
Моццекане (італ. Mozzecane, вен. Mozecane) — муніципалітет в Італії, у регіоні Венето,  провінція Верона.
Моццекане розташоване на відстані близько 410 км на північ від Рима, 120 км на захід від Венеції, 21 км на південний захід від Верони.
Населення — 7503 особи (2014).
Щорічний фестиваль відбувається 29 червня. Покровитель — святий Петро.

## Демографія
Населення за роками:

Станом на 1 січня 2023 року в муніципалітеті офіційно проживало 1180 іноземців з 47 країн, серед них 567 громадян країн Євросоюзу та 3 громадяни України.

## Сусідні муніципалітети
- Ногароле-Рокка
- Повельяно-Веронезе
- Ровербелла
- Валеджо-суль-Мінчіо
- Віллафранка-ді-Верона